# Florence Oloo
Florence Oloo (Eldoret, 1960) es una científica keniana.

## Biografía
Florence Oloo es catedrática en Ciencias Químicas de la Universidad Técnica de Kenia, donde es además directora de Garantía Académica y de Calidad.
Ella misma dice que la ciencia ha sido su pasión desde que era una niña. Ha dirigido el programa Community and Engagement, que trata de fomentar la participación de niñas en disciplinas STEM.
Además ha sido vicerrectora adjunta de la Universidad de Strathmore (impulsada por el fundador del Opus Dei).  Dirige el comité ético de esta universidad, que se encarga de supervisar ensayos clínicos con seres humanos para detener irregularidades contra la persona.
Dirige la plataforma de nanomedicina en el Centre for Research in Therapeutic Sciences (Centro de Investigación en Ciencias Terapéuticas o CREATES) en asociación con el Consejo de Investigación Científica de Industrial de Sudráfrica.
Por otro lado, trabaja en el Centro de Estudios Jakana en Kanyawegi, cerca de la ciudad de Kisumu (Kenia), donde lidera el programa "Woman Empowerment Program", cuyo objetivo es empoderar a niñas y mujeres de entre 18 y 30 años. Se trata de un programa de formación corto, de seis meses, cuyo objetivo es ayudar a las mujeres del ámbito rural a crear un negocio.
De fuerte convicción católica, en 2009 participó en el Sínodo para África convocado por Benedicto XVI.

## Premios y reconocimientos
- En 2023 recibió el premio Harambee a la Promoción e Igualdad de la Mujer Africana por su labor a la promoción femenina en el continente africano,[5][1][2][3] cuya ceremonia de entrega tuvo lugar el 22 de marzo de 2023 en el Hotel Urban de Madrid.[4]